# Rallicrex kolozsvarensis
Rallicrex kolozsvarensis — викопний вид журавлеподібних птахів родини пастушкових (Rallidae), що існував на межі олігоцену та міоцену в Європі.

## Скам'янілості
Скам'янілі рештки птаха знайдені неподалік міста Клуж-Напока в Румунії. Описаний з решток цівки і дистального кінця тибіотарсуса.

## Назва
Видова назва R. kolozsvarensis походить від слова Коллосвар — угорської назви міста Клуж-Напока.